# Мачевски чуки
Мачевските чуки (на македонска литературна норма: Мачевски Чуки) е археологически обект край беровското село Мачево в Северна Македония, представляващ могили от римската епоха.
Археологическият обект е разположен между селата Мачево и Смоймирово, от дясната страна на селския път и на около 1 километър южно от селото. Пред моста на Умленска река се намират две могили от римската епоха. Първата гробница е голяма, с диаметър на основата около 50 метра и височина 5-6 метра и е издигната на малка равнина. На 25 метра е другата гробница с диаметър на основата от 18 метра и височина до 2 метра. По време на изграждането на новия асфалтов път, могилата е доста разпръсната в южния край, където са отстранени железни елементи и части от оборудването (колела, фуги и т.н.). Находките не са запазени.
В много местности около Мачево се срещат могили и останки от селища, крепости и църкви от неолита (Воднико), елинизма (Мачево), римската епоха (Карагюзлия, Кременище, Мачевски чуки, Могила, Цуцуло, Человеко), Късната Античност (Градище, Гробище, Манастир).
Могилите на Мачевските чуки са обявени за паметник на културата на Северна Македония.